# Диде, Анна Дементьевна
Анна Дементьевна Диде (6 марта 1924, с. Борщевцы, Могилёв-Подольский район, Могилёв-Подольский округ, Подольская губерния, Украинская ССР, СССР — 20 ноября 2013, с. Коктал, Астана) — колхозница, свинарка, Герой Социалистического Труда (1966).

## Биография
Родилась в 1924 году в селе Борщевцы Могилёв-Подольского района (ныне — Винницкая область, Украина). В возрасте 10 лет осиротела и переехала к родственникам в деревню Марицино Николаевской области.
В 1939 году после окончания курсов трактористов начала свою трудовую деятельность трактористкой в Парутинской МСТ. После войны была отправлена немецкими оккупационными властями в Германию, где трудилась в городе Зольтау. После возвращения на Украину была отправлена вместе с мужем Христьяном Христьяновичем (1914—1984) в составе трудовой армии в Удмуртию на лесоповал.
В 1959 году переехала из Удмуртии в Казахскую ССР, где стала работать свинаркой в совхозе имени Кирова Акмолинской области.
Во время своей трудовой деятельности впервые в совхозе использовала передовые методы выращивания свиней, установив в свинарнике газовые инфракрасные обогреватели, благодаря чему на протяжении 1960—1966 годов она получила от 22 основных и 40 разовых свиноматок 4270 поросят. За эти достижения в трудовой деятельности была удостоена в 1966 году звания Героя Социалистического Труда.
Проживала в посёлке Коктал Целиноградского района Акмолинской области.
Скончалась 20 ноября 2013 года, похоронена на Городском кладбище Астаны.

## Награды
- Герой Социалистического Труда — указом Президиума Верховного Совета СССР от 22 марта 1966 года
- Орден Ленина (1966)